# Mustafa al II-lea

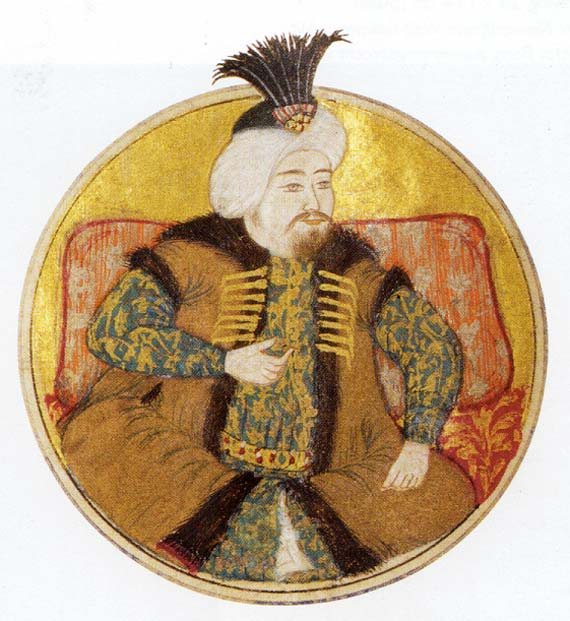
Mustafa al II-lea

Mustafa al II-lea  (limba turcă otomană: مصطفى ANI ثانى Mustafa-yi s), (n. 5 iunie 1664, Edirne, Imperiul Otoman – d. decembrie 1703, Constantinopol, Imperiul Otoman) a fost sultanul Imperiului Otoman în perioada 1695 - 1703.

## Biografie
S-a născut la Adrianopol, fiu al sultanului Mehmed al IV-lea și Valide Sultan Mah-Para Ummatullah Rabia Gül-Nush.
În anul 1696 a comandat armata otomană în Bătălia de pe râul Bega, bătălie în care imperialii au încercat să forțeze eliberarea Timișoarei.
În 1703, odată cu accederea la putere, i-a cerut domnului Țării Românești, Constantin Brâncoveanu, să plătească în persoană mucarerul, deși acesta fusese confirmat anterior pe viață în domnie. 